# Butis amboinensis
Butis amboinensis es una especie de pez del género Butis, familia Butidae. Fue descrita científicamente por Bleeker en 1853.
Se distribuye por la región del Océano Índico Oriental: India. Pacífico Centro-Occidental, Japón, Filipinas e Indonesia. También en Palaos, Nueva Caledonia y Australia. La longitud estándar (SL) es de 14 centímetros. Habita en áreas de manglares salobres y en arroyos y ríos. Puede alcanzar los 5 metros de profundidad.
Está clasificada como una especie marina inofensiva para el ser humano.